# 五條製紙
五條製紙株式会社（ごじょうせいし）は、静岡県富士市にある製紙会社。高級板紙、特殊加工紙など付加価値の高い紙を生産している。

## 概要
- 本社所在地　静岡県富士市原田451-1
- 沿革　1949年（昭和24年）設立
- 代表者
  - 代表取締役会長　川口五十一
  - 代表取締役社長　川口幸一郎
- 資本金　150百万円

## ブランド
- スペシャリティーズ（SPECIALITIES）

特殊加工紙。パール塗工紙、アルミ・ＰＥＴ・ホロフィルム貼合紙。
- ハイマッキンレー（Hi-Mckinley）

高級塗工紙。
- グロリア（GLORIA）

光沢紙（キャスト紙）。
- ラブナチュラル（LOVE NATURAL）

非塗工紙。
- カメレオン（Chameleon）

OA用紙。インクジェットプリンター専用紙、レーザープリンター専用紙など。